# Staroirština
Staroirština (Goídelc; irsky: Sean-Ghaeilge) je nejstarší formou keltských goidelských jazyků, v níž se dochovalo mnoho psaných textů. Jazyk se používal zhruba v letech 600 až 900. Nejstarší dochované texty jsou datovány zhruba léty 700–850. Kolem roku 900 jazyk již přešel do rané střední irštiny. Některé staroirské texty pocházejí z 10. století, pravděpodobně se jedná o kopie starších textů. Staroirština je předchůdcem moderní irštiny, manštiny a skotské gaelštiny. Staroirština je známá tím, že má zvláště složitý systém morfologie a zejména alomorfie (více či méně nepředvídatelné variace kmenů a přípon za různých okolností) a také složitý zvukový systém zahrnující gramaticky významné souhláskové mutace na počáteční souhlásce slova. Studium staroirštiny je stále výrazně ovlivněno pracemi malého počtu vědců působících na konci 19. a počátku 20. století, jako jsou Rudolf Thurneysen (1857–1940) a Osborn Bergin (1873–1950).

## Příklady

### Číslovky
| Staroirsky | Česky |
| óen        | jeden |
| dá         | dva   |
| trí        | tři   |
| cethair    | čtyři |
| coíc       | pět   |
| sé         | šest  |
| secht      | sedm  |
| ocht       | osm   |
| noí        | devět |
| deích      | deset |